# 沙伊夫灵
沙伊夫灵是奥地利施蒂利亚州穆劳县的一个市镇。总面积15.37平方公里，总人口1631人，人口密度106.1人/平方公里（2005年）。